# هادی سپهرزاد
هادی سپهرزاد ورزشکار دو و میدانی اهل ایران در رشته‌های دهگانه و هفت‌گانه است. سپهرزاد رکورددارِ رشته‌های دهگانه و نیز هفت‌گانهٔ داخل سالن ایران است و قهرمانی دهگانهٔ آسیا در سال ۲۰۱۱، دو مدال نقرهٔ قهرمانی آسیا در همین رشته در سالهای ۲۰۰۷و۲۰۰۹، مدال نقرهٔ بازی‌های آسیایی داخل سالن ۲۰۰۵، و یک مدال طلا و یک مدال نقرهٔ قهرمانی داخل سالن آسیا در رشتهٔ هفتگانهٔ داخل سالن را در کارنامه دارد.
هادی سپهرزاد در المپیک ۲۰۰۸ پکن در مادهٔ دهگانه شرکت کرد و به مقام بیست‌ودوم رسید. او در بازی‌های آسیایی ۲۰۰۶ دوحه، بازی‌های آسیایی ۲۰۱۰ گوانگ‌ژو، و بازی‌های آسیایی ۲۰۱۴ اینچئون هم شرکت داشت.
رکورد دهگانهٔ سپهرزاد ۷۷۲۹ امتیاز (۲۰۱۲ تهران) و رکورد هفت‌گانهٔ داخل سالن او ۵۵۱۵ امتیاز (۲۰۰۸ دوحه) است که هر دو رکورد ملی ایران هستند.
سپهرزاد با زهرا نبی‌زاده، قهرمان رشته‌های هفت‌گانهٔ زنان و پنج‌گانهٔ داخل سالن زنان و نیز پرش ارتفاع ایران، ازدواج کرده‌است.